# Campora
Càmpora è un comune italiano di 306 abitanti della provincia di Salerno in Campania.

## Geografia fisica
Il comune è situato nella parte centrale del Cilento, a circa 15 km nord da Vallo della Lucania, ed è parte del suo parco nazionale. La parte orientale del territorio comunale è compresa nell'area forestale di Pruno, ed è collegata ai villaggi tramite una strada provinciale di montagna, la via di Carmignano, che si congiunge con la strada provinciale Pruno-Laurino e successivamente con la Piaggine-Pruno-Rofrano. Nel suo territorio vi scorrono due torrenti: il Trenico, che ne fa da confine occidentale, in lunga parte con Stio, e sfocia nel Calore; ed il Torno, che sfocia nel primo.
- Classificazione sismica: zona 2 (sismicità media), Ordinanza PCM. 3274 del 20/03/2003.

### Clima
La stazione meteorologica più vicina è quella di Casal Velino. In base alla media trentennale di riferimento 1961-1990, la temperatura media del mese più freddo, gennaio, si attesta a +8,7 °C; quella del mese più caldo, agosto, è di +25,7 °C.
- Classificazione climatica: zona D, 1848 GG.

## Storia
Il nome Campora deriverebbe dal latino campus, nella duplice accezione di "luogo piano" e di "superficie agraria".
Le prime notizie di un feudo e un probabile castello risalgono al periodo normanno (1077-1194), probabilmente al 1170, quando Turgisio de Campora, ciambellano di Terra di Lavoro, ne divenne il proprietario.
Dal 1811 al 1860 ha fatto parte del circondario di Gioi, appartenente al distretto di Vallo del regno delle Due Sicilie. Nell'immediato periodo postunitario (1862-1863) numerosi cittadini, capeggiati dall'avvocato Giuseppe Tardio, si riunirono in banda armata per contrastare le attività degli invasori piemontesi.
Dal 1860 al 1927, durante il regno d'Italia ha fatto parte del mandamento di Gioi, appartenente al circondario di Vallo della Lucania.

### Simboli
Lo stemma del comune di Campora è stato riconosciuto con decreto del capo del governo del 15 dicembre 1930.
Nello statuto comunale è descritto in modo poco chiaro come «contraddistinto da “tre colonne in campo arato sormontato da una corona"».
Il gonfalone in uso è un drappo di azzurro.

## Monumenti e luoghi d'interesse

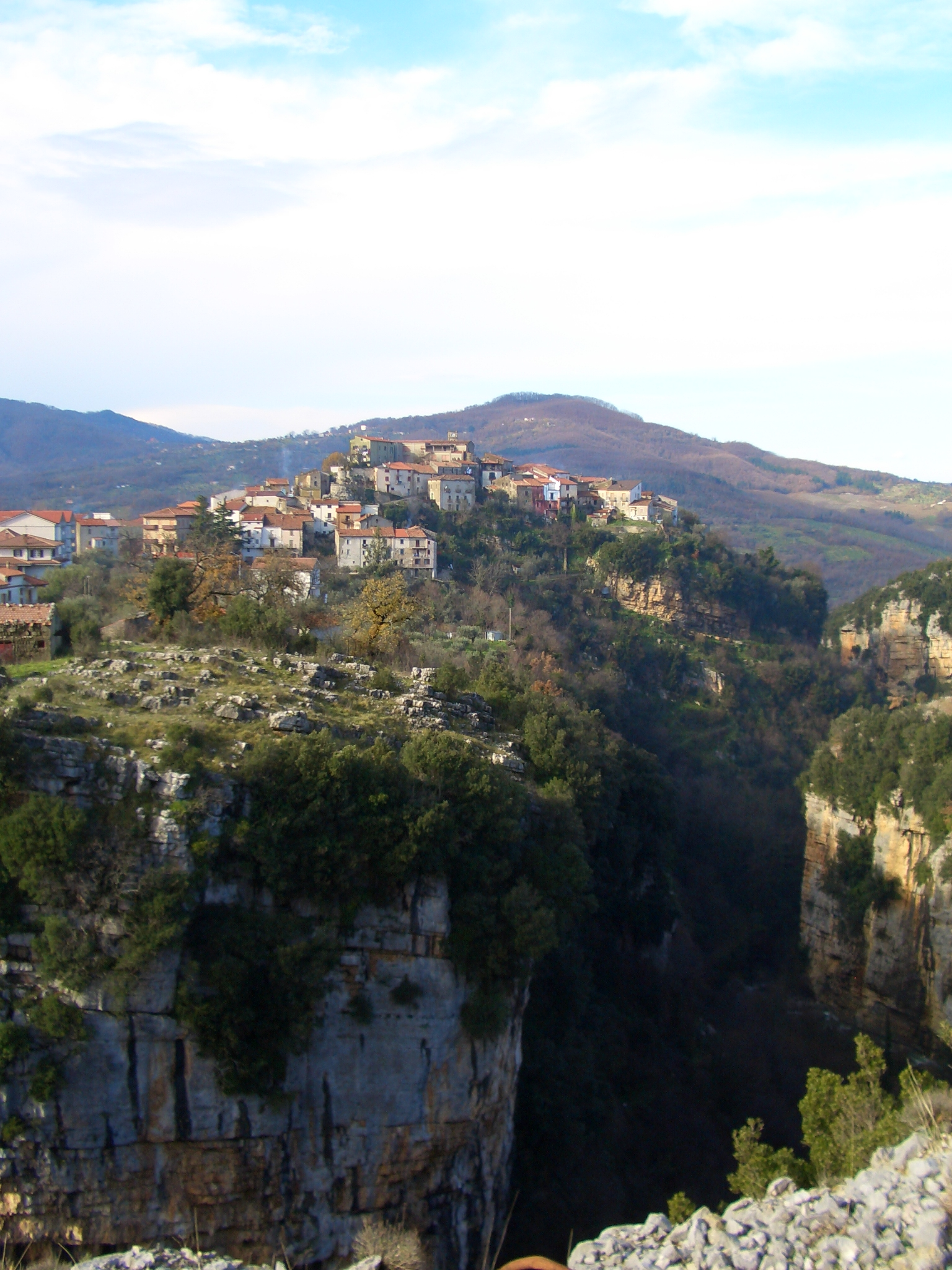
Le rupi

- Chiesa di San Nicola
- Cappella della Madonna della Neve

## Società

### Evoluzione demografica
Abitanti censiti

### Etnie e minoranze straniere
Al 31 dicembre 2007 a Campora risultano residenti 3 cittadini stranieri. Le nazionalità sono:
| Paese di nascita | Popolazione (2007) |
| ---------------- | ------------------ |
| Ucraina          | 2                  |
| Polonia          | 1                  |

### Religione
La maggioranza della popolazione è di religione cristiana di rito cattolico; il comune appartiene alla diocesi di Vallo della Lucania, con una parrocchia:
- S. Nicola di Bari

## Infrastrutture e trasporti

### Strade
- Strada Regionale 488/c Felitto-Ponte Rotto-Bivio Magliano-Stio(Innesto SP 47).
- Strada Provinciale 142 Innesto SR 488(Ponte Rotto)-Campora-Innesto SR 488(Retara).
- Strada Provinciale 371 Ostaglie-Scalelle-Vesolo.

## Amministrazione

### Sindaci
| Periodo        | Periodo        | Primo cittadino | Partito                        | Carica  | Note |
| -------------- | -------------- | --------------- | ------------------------------ | ------- | ---- |
| 23 aprile 1995 | 12 giugno 2004 | Giovanni Gnarra | lista civica                   | Sindaco |      |
| 13 giugno 2004 | 26 maggio 2014 | Giuseppe Vitale | lista civica                   | Sindaco |      |
| 26 maggio 2014 | 27 maggio 2019 | Giuseppe Vitale | lista civica Uniti per Campora | Sindaco |      |
| 27 maggio 2019 | in carica      | Antonio Morrone | lista civica Uniti per Campora | Sindaco |      |

### Altre informazioni amministrative
Il comune fa parte della Comunità montana Calore Salernitano e dell'Unione dei comuni Alto Calore.
Le competenze in materia di difesa del suolo sono delegate dalla Campania all'Autorità di bacino interregionale del fiume Sele.